# Eukoenenia
Genre
Synonymes
- Koenenia Grassi & Calandruccio, 1885 nec Beushausen, 1884

Eukoenenia est un  genre de palpigrades de la famille des Eukoeneniidae.

## Distribution
Les espèces de ce genre se rencontrent sur tous les continents dans les zones tropicales et tempérées.

## Liste des espèces
Selon Palpigrades of the World (version 1.0) :
- Eukoenenia angolensis (Rémy, 1956)
- Eukoenenia angusta (Hansen, 1901)
- Eukoenenia ankaratrensis Rémy, 1960
- Eukoenenia antanosa (Rémy, 1950)
- Eukoenenia austriaca (Hansen, 1926)
- Eukoenenia bara (Rémy, 1950)
- Eukoenenia berlesei (Silvestri, 1903)
- Eukoenenia bonadonai Condé, 1979
- Eukoenenia bouilloni Condé, 1980
- Eukoenenia brignolii Condé, 1979
- Eukoenenia brolemanni (Hansen, 1926)
- Eukoenenia chartoni (Rémy, 1950)
- Eukoenenia christiani Condé, 1988
- Eukoenenia condei Orghidan, Georgesco & Sârbu, 1982
- Eukoenenia corozalensis Montaño & Francke, 2006
- Eukoenenia deceptrix Rémy, 1960
- Eukoenenia deleta Condé, 1992
- Eukoenenia delphini (Rémy, 1950)
- Eukoenenia depilata Rémy, 1960
- Eukoenenia draco (Peyerimhoff, 1906)
- Eukoenenia florenciae (Rucker, 1903)
- Eukoenenia fossati Rémy, 1960
- Eukoenenia gadorensis Mayoral & Barranco, 2002
- Eukoenenia gasparoi Condé, 1988
- Eukoenenia grafittii Condé & Heurtault, 1994
- Eukoenenia grassii (Hansen, 1901)
- Eukoenenia guzikae Barranco & Harvey, 2008
- Eukoenenia hanseni (Silvestri, 1913)
- Eukoenenia hesperia (Rémy, 1953)
- Eukoenenia hispanica (Peyerimhoff, 1908)
- Eukoenenia improvisa Condé, 1979
- Eukoenenia janetscheki Condé, 1993
- Eukoenenia juberthiei Condé, 1974
- Eukoenenia kenyana Condé, 1979
- Eukoenenia lauteli (Rémy, 1950)
- Eukoenenia lawrencei Rémy, 1957
- Eukoenenia lienhardi Condé, 1989
- Eukoenenia lyrifer Condé, 1992
- Eukoenenia machadoi (Rémy, 1950)
- Eukoenenia madeirae Strinati & Condé, 1995
- Eukoenenia margaretae Orghidan, Georgesco & Sârbu, 1982
- Eukoenenia maroccana Barranco & Mayoral, 2007
- Eukoenenia maros Condé, 1992
- Eukoenenia meridiana Rémy, 1960
- Eukoenenia mirabilis (Grassi & Calandruccio, 1885)
- Eukoenenia naxos Condé, 1990
- Eukoenenia necessaria Rémy, 1960
- Eukoenenia orghidani Condé & Juberthie, 1981
- Eukoenenia patrizii (Condé, 1956)
- Eukoenenia pauli Condé, 1979
- Eukoenenia paulinae Condé, 1994
- Eukoenenia pretneri Condé, 1977
- Eukoenenia pyrenaella Condé, 1990
- Eukoenenia pyrenaica (Hansen, 1926)
- Eukoenenia remyi Condé, 1974
- Eukoenenia roquetti (Mello-Leitão & Arlé, 1935)
- Eukoenenia sakalava (Rémy, 1950)
- Eukoenenia siamensis (Hansen, 1901)
- Eukoenenia singhi Condé, 1989
- Eukoenenia spelaea (Peyerimhoff, 1902)
- Eukoenenia spelunca Souza & Ferreira, 2011
- Eukoenenia strinatii Condé, 1977
- Eukoenenia subangusta (Silvestri, 1903)
- Eukoenenia tetraplumata Montaño, 2007
- Eukoenenia thais Condé, 1988
- Eukoenenia trehai Rémy, 1960

et décrites depuis :
- Eukoenenia amatei Mayoral & Barranco, 2017
- Eukoenenia audax Souza, Mayoral & Ferreira, 2020
- Eukoenenia cavatica Souza & Ferreira, 2016
- Eukoenenia chilanga Montaño-Moreno, 2012
- Eukoenenia eywa Souza & Ferreira, 2018
- Eukoenenia ferratilis Souza & Ferreira, 2011
- Eukoenenia glandulosa Mayoral & Hernández-Borroto, 2023
- Eukoenenia ibitipoca Souza & Ferreira, 2019
- Eukoenenia igrejinha Souza & Ferreira, 2019
- Eukoenenia indalica Mayoral & Barranco, 2017
- Eukoenenia jequitai Souza & Ferreira, 2020
- Eukoenenia jequitinhonha Souza & Ferreira 2016
- Eukoenenia lanai Christian, 2014
- Eukoenenia lundi Souza & Ferreira, 2020
- Eukoenenia magna Souza & Ferreira, 2020
- Eukoenenia maquinensis Souza & Ferreira, 2010
- Eukoenenia montagudi Barranco & Mayoral, 2014
- Eukoenenia mocororo Souza & Ferreira, 2022
- Eukoenenia navi Souza & Ferreira, 2018
- Eukoenenia neytiri Souza & Ferreira, 2018
- Eukoenenia potiguar Ferreira, Souza, Machado & Brescovit, 2011
- Eukoenenia roscia Christian, 2014
- Eukoenenia sagarana Souza & Ferreira, 2012
- Eukoenenia sendrai Barranco & Mayoral, 2014
- Eukoenenia sinensis Bu, Souza & Mayoral, 2021
- Eukoenenia valencianus Barranco & Mayoral, 2014
- Eukoenenia vargovitshi Christian, 2014
- Eukoenenia virgemdalapa Souza & Ferreira, 2012

Eukoenenia zariquieyi (Condé, 1951), l'ancienne sous-espèce Eukoenenia draco zariquieyi a été élevée au rang d'espèce par Mayoral et Barranco en 2013.
Eukoenenia gallii a été placée dans le genre Leptokoenenia par Souza et Ferreira en 2013.

## Systématique et taxinomie
Ce genre a été décrit sous le nom Koenenia par Grassi et Calandruccio en 1885, le nom  Koenenia Grassi & Calandruccio, 1885 étant préoccupé par Koenenia Beushausen, 1884 dans les mollusques, il a été remplacé par Eukoenenia par Roewer en 1934, un synonyme qui avait été décrit comme un sous-genre.

## Genres de la famille des Eukoeneniidae
Selon Palpigrades of the World (version 1.0) :
- Allokoenenia Silvestri, 1913
- Eukoenenia Börner, 1901
- Koeneniodes Silvestri, 1913
- Leptokoenenia Condé, 1965

Selon The World Spider Catalog (version 18.5, 2018) :
- †Electrokoenenia Engel & Huang, 2016

## Publications originales
- Börner, 1901 : « Zur äußeren Morphologie von Koenenia mirabilis Grassi. » Zoologischer Anzeiger, vol. 24, p. 537-556 (texte intégral).
- Grassi & Calandruccio, 1885 : « Intorno ad un nuovo Aracnide Artrogastro (Koenenia mirabilis), che crediamo rappresentante d'un nuovo ordine (Microtelifonidi). » Naturalista Siciliano, vol. 4, p. 127-133 & 162-169 (texte intégral).